# Cieleśnica
Cieleśnica es un pueblo ubicado en la gmina Rokitno, distrito de Biała Podlaska, voivodato de Lublin, Polonia.

## Superficie
Cuenta con una superficie de 22,93 kilómetros cuadrados.

## Demografía
Hasta 2011 la población era de 502 habitantes, con una densidad de población de 21,89 habitantes por kilómetro cuadrado. Estaba conformada por 253 hombres (50,4%) y 249 mujeres (49,6%), según el censo de la Oficina Central de Estadística.